# Sankt Bartholomä
Sankt Bartholomä é um município da Áustria, situado no distrito de Graz-Umgebung, na estado da Estíria. Tem 11,72 km² de área e sua população em 2019 foi estimada em 1.438 habitantes.